# 名護夏祭り
名護夏まつり（なごなつまつり）は、毎年7月（一部の年に例外あり）の最終土曜日・日曜日に沖縄県名護市内の名護漁港内で開催される祭り。

## 概要
地元の商工業活性化の起爆剤として開かれるようになった。以前は名護ビールまつりといわれていたが現在は副題に「名護夏まつり～青空市とビールまつり～」と変化している。
特徴として2日間ともフィナーレには盛大に花火が打ち上げられる。また祭り中は市内にあるオリオンビール工場直送の生ビールを飲むことができる。
2007年（平成19年度）の第30回名護夏祭りでは、台風4号の影響で花火大会が中止となった沖縄国際海洋博覧会から花火を譲り受け、花火を打ち上げた。

## 主催・協賛
- 主催：名護商工会青年部
- 協賛：オリオンビール

## イベント
昼から様々な催し物やライブなどのイベントが行われている。
- 2012年（平成24年度）に実施されたイベント
  - ちびっこエイサー
  - 地元バンドライブ
  - ストリートダンス
  - 太鼓フェスティバル
  - 名護の唄「白い煙　黒い煙」大会

## 中止になった事例
- 1996年（平成8年・第20回） - 同年6月21日に名護市伊差川で帰宅途中、男2人組によって拉致された市立羽地中学校3年生の女子生徒（後に遺体で発見）の捜索を優先するため中止[1]。
- 2020年（令和2年・第42回） - 新型コロナウイルス (COVID-19) 感染拡大の影響を受け中止[2]。